# Saskatchewan Western Development Museum

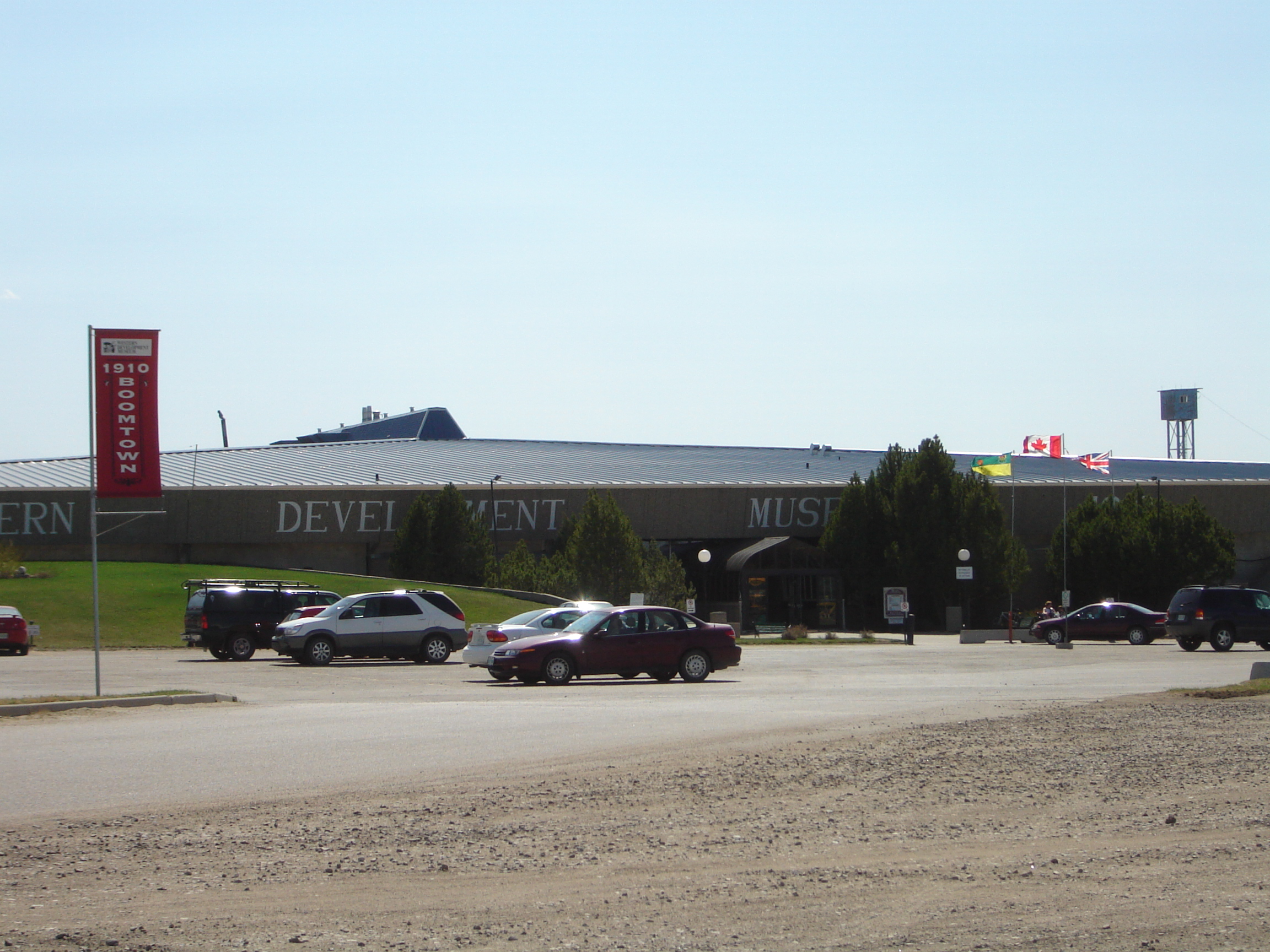
Branche de Saskatoon du Saskatchewan Western Development Museum

Le Saskatchewan Western Development Museum est un réseau de quatre musées en Saskatchewan au Canada qui préserve et enregistre le développement social et économique de la province. Le musée a une branche à Moose Jaw, à North Battleford, à Saskatoon et à Yorkton qui se concentrent respectivement sur le transport, l'agriculture, l'économie et les gens. Le musée est associé avec l'Association des musées canadiens, le Réseau canadien d'information sur le patrimoine et le Musée virtuel du Canada.

## Annexe